# 베이징 현대자동차
베이징 현대자동차(영어: Beijing Hyundai Motor Co., Ltd.)는 2002년 중국 베이징에 설립된 중국 기업 베이징 자동차 그룹과 한국 기업 현대자동차의 합작기업이다.
2016년, 이 기업은 1,800,000대 가까운 차량을 판매하였다고 보고되었다.

## 생산 차종

### 현재 생산 차종
- 현대 쿠스토
- 현대 아반떼 CN7
- 현대 무파사
- 현대 싼타페 MX5
- 현대 쏘나타 DN8
- 현대 투싼 L NX4
- 현대 일렉시오

### 과거 생산 차종
- 현대 베르나
- 현대 랑동
- 현대 위에둥
- 현대 이란터
- 현대 i30
- 현대 쏘나타 모인카
- 현대 링동
- 현대 링샹
- 현대 셩다 (3세대)
- 현대 엔씨노
- 현대 ix25
- 현대 레이나
- 현대 셀레스타
- 현대 미스트라
- 현대 라페스타

### 현재 수입 차종
- 현대 팰리세이드
- 현대 넥쏘
- 현대 아반떼 N
- 현대 아이오닉 5 N
- 제네시스 G70
- 제네시스 G80
- 제네시스 G90
- 제네시스 GV60
- 제네시스 GV70
- 제네시스 GV80

### 과거 수입 차종
- 현대 그랜저
- 현대 그랜저 XG250
- 현대 베라크루즈
- 현대 벨로스터
- 현대 싼타페 CM
- 현대 싼타페 DM
- 현대 쏘나타 하이브리드
- 현대 에쿠스
- 현대 제네시스
- 현대 제네시스 쿠페
- 현대 티뷰론